# جوزف کیلی
جوزف کیلی (به انگلیسی: Joseph Cilley) سناتور سابق عضو حزب لیبرتی بود. وی در سال ۱۸۴۶ تا ۱۸۴۷ میلادی سناتور ایالت نیوهمپشایر در سنای ایالات متحده آمریکا بود.